# 马坨店乡
马坨店乡，是中华人民共和国河北省秦皇岛市昌黎县下辖的一个乡镇级行政单位。

## 行政区划
马坨店乡下辖以下地区：
马坨店村、杨坨村、后马坨村、前马坨村、围杆庄村、尹坨村、庄窠村、郑林子村、安岐庄村、张庄子村、刘林子村、大夫庄村、后孟营村、前孟营村、解家桥村、白庄子村、张刘庄村、武各庄村、贾庄子村、小林上村、大林上村、邱家营村、康艾庄村、杨柳上各庄村、杨柳庄村、东赵庄村、巢庄村、渠流港村、潘各庄村、施各庄东村、施各庄西村和李家庄村。